# HMS Bude (J116)
Le HMS Bude (pennant number J116)  est un dragueur de mines de la Classe Bangor lancé pour la Royal Navy (RN) et qui a servi pendant la Seconde Guerre mondiale.

## Conception
Le Bude est commandé dans le cadre du programme de la classe Bangor de 1939-40 le 9 septembre 1939 pour le chantier naval de Lobnitz & Company à Renfrew en Écosse. La pose de la quille est effectuée le 2 avril 1940, le Bude est lancé le 4 septembre 1940 et mis en service le 12 février 1941.
La classe Bangor doit initialement être un modèle réduit de dragueur de mines de la classe Halcyon au service de la Royal Navy,. La propulsion de ces navires est assurée par 3 types de motorisation: moteur diesel, moteur à vapeur à pistons double ou triple expansions et turbine à vapeur. Cependant, en raison de la difficulté à se procurer des moteurs diesel, la version diesel a été réalisée en petit nombre.
Les dragueurs de mines de classe Bangor version anglaise à moteur alternatif à vapeur déplacent 684 tonnes en charge normale. Afin de pouvoir loger les chaufferies, ce navire possède des dimensions plus grandes que les premières versions à moteur diesel avec une longueur totale de 58 mètres LHT ou LOA, une largeur de 8,69 mètres et un tirant d'eau de 3,2 mètres. Ce navire est propulsé par 2 moteurs alternatifs verticaux à triple expansions alimentés par 2 chaudières à tubes d'eau à 3 tambours Admiralty et entraînant deux arbres d'hélices. Les moteurs développent une puissance de 2 400 chevaux-vapeur (1 790 kW) et atteignent une vitesse maximale de 16 nœuds (30 km/h). Le dragueur de mines peut transporter un maximum de 163 tonnes de fioul qui lui donne un rayon d'action de 2 800 milles nautiques (5 200 kilomètres) à 10 nœuds (19 km/h).
Leur manque de taille donne aux navires de cette classe de faibles capacités de manœuvre en mer, qui seraient même pires que celles des corvettes de la classe Flower. Les versions à moteur diesel sont considérées comme ayant de moins bonnes caractéristiques de maniabilité que les variantes à moteur alternatif à faible vitesse. Leur faible tirant d'eau les rend instables et leurs coques courtes ont tendance à enfourner la proue lorsqu'ils sont utilisés en mer de face.
Les navires de la classe Bangor sont également considérés comme exiguës pour les membres d'équipage, entassant plus de 60 officiers et matelots dans un navire initialement prévu pour un total de 40 hommes.
Les Bangors équipés de moteur à vapeur à pistons double ou triple expansions sont armés d'un canon anti-aérien QF de 12 livres (7,62 cm) et d'un canon AA QF de 2 livres (4 cm) ou d'un quadruple affût pour la mitrailleuse Vickers .50. Sur certains navires, le canon de 2 livres est remplacé par un canon AA Oerlikon de 20 mm simple ou double, tandis que la plupart des navires sont équipés de quatre affûts Oerlikon simples supplémentaires au cours de la guerre. Pour les missions d'escortes, leur équipement de dragage de mines peuvent être échangé contre une quarantaine de grenades sous-marines.

## Histoire

### Seconde Guerre mondiale
Le 6 novembre 1942, en prenant son poste d'amarrage à Gibraltar, le cuirassé HMS Nelson (28), appartenant à la Force H, composé du destroyer hollandais HrMs Isaac Sweers (G83), des destroyeurs HMS Porcupine (G93), HMS Brilliant (H84), HMS Boadicea (H65), HMS Avon Vale, HMS Farndale (L70), HMS Puckeridge (L108) et HMS Calpe (L71), heurte le navire marchand Empire Gawain et les dragueurs de mines HMS Bude et HMS Brixham (J105). Le HMS Nelson subit quelques dégâts mineurs.
Le Bude est placé sur la liste des démolitions et vendu à l'Égypte en 1946. Le navire est rebaptisé Nasr et est ensuite redésigné comme corvette.
Il reste sur la liste active de la marine égyptienne jusqu'àprès 1973

### Honneurs de bataille
- SICILY 1943
- SALERNO 1943
- ANZIO 1944
- SOUTH FRANCE 1944

### Participation auxconvois
Le Bude a navigué avec les convois suivants au cours de sa carrière:
1. Convoi FSS 2
2. Convoi GUF 6
3. Convoi GUS 5
4. Convoi KMF 4
5. Convoi KX 4B
6. Convoi MKS 1O
7. Convoi MKS 4
8. Convoi MKS 6
9. Convoi PW 236

### Commandement
- Lieutenant Commander  (Lt.Cdr.) (en retraite) Frederick Arthur Ivone Kirkpatrick (RN) du 13 janvier 1941 au 28 août 1941
- Lieutenant Commander (Lt.Cdr.) John David Lewis Williams (RN) du 28 août 1941 au 27 avril 1942
- Lieutenant Commander (Lt.Cdr.) Francis Charles Victor Brightman (RN) du 27 avril 1942 au 14 mai 1942
- Lieutenant Commander (Lt.Cdr.) Donald George Mason (RNR) du 14 mai 1942 au 24 août 1942
- Lieutenant (Lt.) Frank Alexander John Andrew (RN) du 24 août 1942 à septembre 1943
- T/A/Lieutenant Commander (T/A/Lt.Cdr.) Edwin Alfred Charles Phillips (RNR) de septembre 1943 au 16 mars 1945
- T/A/Lieutenant Commander (T/A/Lt.Cdr.) Reginald Anderson Aldred (RNVR) du 16 mars 1945 à mi-1946

Notes:
RN: Royal Navy
RNR: Royal Naval Volunteer Reserve
RNVR: Royal Naval Volunteer Reserve